# Södermanland tartomány
Södermanland Svédország egyik történelmi tartománya Dél-Svédországban. Szomszédai: Östergötland, Närke, Västmanland és Uppland tartományok.

## Megye
A tartomány a két megye területén fekszik.

## Történelem
1971 előtt feltérképezett városok:
- Eskilstuna (1659)
- Flen (1949)
- Katrineholm (1917)
- Mariefred (1605)
- Nacka (1949)
- Nyköping (1187)
- Nynäshamn (1946)
- Oxelösund (1950)
- Strängnäs (1336)
- Södertälje (kb. 1000)
- Torshälla (1317)
- Trosa (kb. 1300)

## Földrajz
- Legnagyobb tó: Mälaren
- Nemzeti park: Tyresta

Stockholm, Svédország fővárosa, Södermanland és Uppland tartományokban fekszik.

## Kultúra
Néha a tartományt Sörmlandnak is hívják.
A Dél-Stockholmi Skogskyrkogården temetőt az UNESCO világörökségnek nyilvánította.

## Címer
A címert 1660-ban, X. Károly Gusztáv svéd király temetésekor kapta. A tartomány hercegség is, ezért hercegi korona is látható a címeren.

## Külső hivatkozások
- Sörmland – Turista információk